# Jeanne d'Angleterre (morte en 1348)
Pour les articles homonymes, voir Jeanne d'Angleterre.
Jeanne d'Angleterre (19 décembre 1333/28 janvier 1334 - 1er juillet 1348) est une princesse royale d'Angleterre.

## Biographie
Jeanne est la seconde fille et le troisième enfant du roi Édouard III et de son épouse Philippa de Hainaut. Elle naît à Woodstock avant le 30 mai 1335, lorsqu'une somme de 66 livres, 13 shillings et 4 deniers est accordée au messager qui annonce la nouvelle au roi. Bien qu'elle soit encore très jeune, un mariage est rapidement envisagé avec un Habsbourg mais les négociations sont rompues pour des raisons politiques et Jeanne est fiancée avec Don Pedro, le fils et héritier d'Alphonse XI de Castille, futur Pierre Ier de Castille. 
Elle part pour l'Espagne et le mariage est prévu à Bayonne pour le mois de novembre 1348. Lorsque la princesse et sa suite quittent Bordeaux, ils découvrent que la peste noire sévit dans la région. Ils se retirent dans le petit village de Lormont, mais il est trop tard : Jeanne meurt à 14 ans de la peste le 1er juillet 1348. Elle est inhumée dans la cathédrale de Bayonne. Cette mort retarde de près de vingt ans le rapprochement anglo-castillan, qui se traduira au début des années 1370 par le double mariage des fils d'Édouard III et des filles de Pierre Ier de Castille.